# José Luís da Cruz Vilaça
José Luís da Cruz Vilaça est un juge portugais, né le 20 septembre 1944 à Braga. Il est président du tribunal de l'Union européenne du 25 septembre 1989 au 18 septembre 1995.

## Biographie
Il étudie le droit à l'Université de Coimbra, où il obtient un diplôme en droit en 1966.
De 1966 à 1967, il est assistant universitaire à l'Université de Coimbra dans le département de l'économie et de sciences politiques.
De 1969 à 1972, il réalise son service militaire, et continue par la suite sa carrière à l'Université de Coimbra où il dirige notamment le département de science politique.
Il étudie notamment à l'Université Panthéon-Sorbonne où il obtient son doctorat en économie internationale en 1978.
Par la suite, il s'engage au sein de la politique portugaise où il est notamment membre de l'Assemblée de la République du Portugal, et occupe par la suite des fonctions ministérielles comme au ministère de l'Administration interne.
En janvier 1986, il commence une carrière au sein de la Cour de justice des communautés de  l'Union européenne où il est avocat général jusqu'en octobre 1988, puis devient par la suite le président du tribunal de l'Union européenne du 25 septembre 1989 au 18 septembre 1995.